# Agave nanchititlensis
Agave nanchititlensis ist eine Pflanzenart aus der Gattung der Agaven (Agave) in der Unterfamilie der Agavengewächse (Agavoideae). Das Artepitheton nanchititlensis stammt aus dem Lateinischen und verweist auf Vorkommen der Art bei Cañadas de Nanchititla im mexikanischen Bundesstaat México.

## Beschreibung
Agave nanchititlensis bildet Tochterrosetten, die aus den Blattachseln der diesjährigen Blattrosette erscheinen. Ihre zahlreichen halbfleischigen Wurzeln sind horizontal aus der Rhizombasis ausgebreitet. Die schlanken Rhizome sind 1,5 bis 2 Zentimeter lang. Die vier bis neun aufrecht-überhängenden, linealischen, festfaserigen Laubblätter sind rundlich rinnig. Die beiderseits gefleckte Blattspreite ist 21 bis 39 Zentimeter lang und 0,4 bis 0,8 Zentimeter breit. Die braunen oder dunkelgrünen Flecken sind unregelmäßig geformt. Die Blattadern beider Seiten sind mit einzelnen Papillenreihen besetzt. Die Blattränder weisen eine kastanienbraune Linie auf. Sie sind ganzrandig oder wie die Blattadern  winzig papillat. Die Reste der Blattbasis sind faserig und 5,5 bis 7 Zentimeter lang.
Der „ährige“ Blütenstand erreicht eine Höhe von 35 bis 94 Zentimeter. Der sehr offene blütentragende Teil ist 11 bis 22 Zentimeter lang und trägt sieben bis zehn blühende Knoten. Die sitzenden Blüten sind im ausgewachsenen Zustand horizontal. Der lang ellipsoide Fruchtknoten ist 11 bis 17 Millimeter lang. Die grünen Perigonblätter sind auf ihren oberen Teilen purpurfarben überhaucht. Die enge, zylindrische Blütenröhre ist gerade oder leicht gebogen. Sie weist eine Länge von 25 bis 30 Millimeter auf und ist in ihrer Mitte 3 Millimeter breit. Die beiderseits gelblich grünen Zipfel sind zurückgeschlagen und 6 bis 11 Millimeter lang. Der Griffel ragt aus der Blütenröhre heraus und ist 45 bis 56 Millimeter lang. Die keulenförmigen Narben sind tief gefurcht und ausgewachsen breit ausgebreitet. Die Blütezeit ist der Januar.
Die ellipsoiden Früchte sind 1,5 bis 1,9 Zentimeter lang und 1,1 bis 1,2 Zentimeter breit. Sie enthalten halbmondförmige Samen von 3 Millimeter Größe.

## Systematik und Verbreitung
Agave nanchititlensis ist im Bundesstaat México in felsigen Eichen- oder Eichen-Kiefernwälder an Hängen verbreitet. 
Die Erstbeschreibung als Manfreda nanchititlensis durch Eizi Matuda wurde 1974 veröffentlicht. Joachim Thiede und Urs Eggli stellten die Art 1999 in die Gattung Agave.
Die Art gehört in die Untergattung Manfreda und wird dort der Manfreda-Gruppe zugeordnet.

## Nachweise